# Видава (гмина)
Видава (пол. Widawa) — сельская гмина (волость) в Польше, входит как административная единица в Ласкский повет, Лодзинское воеводство. Население — 8078 человек (на 2004 год).

## Сельские округа
1. Бжикув
2. Хоцив
3. Хрусты
4. Хшонстава
5. Домброва-Видавска
6. Дембина
7. Горынь
8. Грабове
9. Гурки-Грабиньске
10. Изыдорув
11. Юзефув
12. Кленч
13. Коцина
14. Кожень
15. Конты
16. Лигота
17. Лазув
18. Охле
19. Осечно
20. Патоки
21. Подгуже
22. Рестажев-Цментарны
23. Рестажев-Сьродковы
24. Рогозьно
25. Руда
26. Сарнув
27. Северынув
28. Семехув
29. Сверчув
30. Видава
31. Велька-Весь
32. Винцентув
33. Витольдув
34. Воля-Клещова
35. Заблоце
36. Завады
37. Завады-Колёня
38. Зборув

## Прочие поселения
1. Ляс-Завадзки
2. Люцьянув
3. Рачинув

## Соседние гмины
1. Гмина Буженин
2. Гмина Конопница
3. Гмина Русец
4. Гмина Сендзеёвице
5. Гмина Щерцув
6. Гмина Заполице
7. Гмина Зелюв

## Персоналии
- Видавский, Валентин